# Masami Yamazaki
Masami Yamazaki (jap. 山崎 雅美, Yamazaki Masami; * um 1980) ist eine japanische Badmintonspielerin.

## Karriere
Masami Yamazaki gewann 2000 die Damendoppelkonkurrenz bei den New Zealand Open und den Victoria International. 2001 wurde sie Fünfte bei den Japan Open. Bei den nationalen Titelkämpfen gewann sie 2002 Bronze im Doppel sowie 2004 und 2006 Bronze im Mixed.

## Sportliche Erfolge
| Saison | Veranstaltung          | Disziplin   | Platz | Name                              |
| ------ | ---------------------- | ----------- | ----- | --------------------------------- |
| 2000   | New Zealand Open       | Damendoppel | 1     | Masami Yamazaki / Keiko Yoshitomi |
| 2000   | Victoria International | Damendoppel | 1     | Masami Yamazaki / Keiko Yoshitomi |
| 2001   | Japan Open             | Damendoppel | 5     | Masami Yamazaki / Keiko Yoshitomi |

## Referenzen
- http://bwf.tournamentsoftware.com/profile/overview.aspx?id=A397D305-E416-45F6-9097-92E4443164A2

| Personendaten    | Personendaten                 |
| ---------------- | ----------------------------- |
| NAME             | Yamazaki, Masami              |
| ALTERNATIVNAMEN  | 山崎 雅美                     |
| KURZBESCHREIBUNG | japanische Badmintonspielerin |
| GEBURTSDATUM     | um 1980                       |